# Andra slaget vid Bull Run
Andra slaget vid Bull Run utspelades 28-30 augusti 1862 och var ett slag under amerikanska inbördeskriget som slutade med seger för sydstaterna.